# Estação Houba-Brugmann
Houba-Brugmann é uma estação da linha 6 (antiga linha 1A) do Metropolitano de Bruxelas.